# Haematopota corsoni
Haematopota corsoni är en tvåvingeart som beskrevs av Carter 1915. Haematopota corsoni ingår i släktet Haematopota och familjen bromsar. Inga underarter finns listade i Catalogue of Life.